# Crocodilurus amazonicus
Crocodilurus amazonicus là một loài thằn lằn trong họ Teiidae. Loài này được Spix mô tả khoa học đầu tiên năm 1825.